# Personální marketing
Personální marketing je poměrně mladá disciplína. V podstatě znamená aplikaci marketingových principů v personalistice, a to od okamžiku náboru zaměstnanců až po jejich propouštění.
Tak jako se obchodníci a marketéři snaží zaujmout zákazníka, usilují personalisté o pozornost talentovaných uchazečů na trhu práce. A stejně jako se obchodníci snaží udržet si své zákazníky, usilují firmy o stabilitu a loajalitu svých zaměstnanců.
Úkolem personálního marketingu je systematické budování dobrého jména společnosti a značky zaměstnavatele na trhu práce (employer branding) s cílem dosažení pozice zaměstnavatele první volby (employer of choice). Promyšlený a dlouhodobě aplikovaný přístup zajišťuje společnosti dostatečné množství vhodných a motivovaných zaměstnanců v každé situaci.

## Životní cyklus personálního marketingu
Personální marketing není jen o náboru nových zaměstnanců. Prostupuje všemi fázemi komunikace mezi firmou a zaměstnancem:
- nábor nových zaměstnanců,
- nástup zaměstnance do zaměstnání a jeho průběh,
- odchod zaměstnance z firmy.

Zaměstnanci, a zejména ti odcházející, jsou v očích veřejnosti věrohodnými nositeli informací o firmě. Na tom, jak se firma chová ke stávajícím zaměstnancům, závisí ve značné míře její jméno na trhu práce. Negativní mínění pak těžko napraví sebelepší barevný inzerát s nabídkou práce.